# Рациональная теория гомотопий
Рациональная теория гомотопий — теория, изучающая рациональный гомотопический тип пространства, то есть грубо говоря, игнорируя все кручения в гомотопических группах. Она была начата Деннисом Салливаном (1977) и Даниэлем Квилленом (1969).
Рациональные гомотопические типы односвязных пространств можно отождествить с классами изоморфизма некоторых алгебраических объектов, называемых минимальными алгебрами Салливана, которые являются коммутативными дифференциальными градуированными алгебрами над полем рациональных чисел, удовлетворяющими определённым условиям.
Стандартный учебник по рациональной теории гомотопий — (Felix, Halperin & Thomas 2001).